# Mike Ian Lambert
Mike Ian Lambert (nascido em 1 de maio de 1971) é um ator inglês, que atuou em vários filmes de Honguecongue e contribuiu para o cinema internacional.  dedicou parte de sua vida  as artes marciais, sua principal arte marcial é o taekwondo e o kick boxin, sendo faixa preta em ambas artes marciais.

## Filmografia
- Unleashed (2005) como estrangeiro
- Cheap Killers (1998) como assassino
- Knock off (1998) como máfia russa
- Ngo Si Seoi (1998) como Peter (pistoleiro de Morgan)
- And Now You're Dead (1998)
- Redline (1997) como Billy Connors
- Black Mask (1996) como membro do pelotão 701
- Big Bullet (1996)
- The Quest (1996) como lutador escocês
- Thunder Bolt (1995)